# Cheiromyceopsis echinulata
Cheiromyceopsis echinulata är en svampart som beskrevs av Mercado & J. Mena 1988. Cheiromyceopsis echinulata ingår i släktet Cheiromyceopsis, divisionen sporsäcksvampar och riket svampar.   Inga underarter finns listade i Catalogue of Life.